# Свобода (Береговский район)
Свобо́да (укр. Свобо́да, венг. Nagybakos Надьбакош) — село в Батьевской поселковой общине Береговского района Закарпатской области Украины.
Население по переписи 2001 года составляло 854 человека. Почтовый индекс — 90210. Телефонный код — 03141. Занимает площадь 3,57 км². Код КОАТУУ — 2120488401.